# Miguel Letelier Espínola
Miguel Wenceslao Letelier Espínola (Santiago, 15 de mayo de 1883-Santiago, 18 de noviembre de 1965) fue un ingeniero civil y político chileno. 

## Biografía
Era hijo del político José Letelier Sierra y de Edelmira Espínola Mardones. Estudió en el Colegio San Ignacio y en la Universidad Católica de Lovaina, Bélgica, donde se graduó de ingeniero civil en 1905. Se dedicó a la docencia en la Universidad de Chile y la Católica de Chile.
Contrajo matrimonio en 1906, con Luisa Llona Reyes y tuvieron hijos.

## Vida pública
Militante del Partido Liberal, fue elegido Diputado por Melipilla y La Victoria (1912-1915) y por Rancagua, Cachapoal y Maipo (1915-1918). Integró en estas dos oportunidades la Comisión permanente de Hacienda e Industrias.
Subsecretario del Ministerio de Agricultura, Industria y Colonización (1920-1922) y subrogante de la misma cartera (1923). Presidente de la Compañía Siderúrgica de Valdivia (1924). 
Vivió en Europa (1927-1933) durante la Dictadura de Carlos Ibáñez del Campo, no exiliado ni perseguido, sino, por asunto de negocios personales en Bélgica.
En 1935 comenzó nuevamente la docencia en la Universidad de Chile. Se mantuvo en ese ámbito y en empresas privadas desde entonces, abandonando definitivamente las actividades políticas.